# Чортомлицька Січ
47°34′35″ пн. ш. 34°13′12″ сх. д. / 47.57639° пн. ш. 34.22000° сх. д.
Чортомлицька Січ (також Стара Січ) — Запорозька Січ заснована козаками на чолі з кошовим отаманом Федіром Лютаєм влітку 1652 року на правому березі Чортомлика — рукава Дніпра.
Проіснувала до 25 травня 1709 року, відколи була зруйнована за підтримку запорожцями на чолі з Костем Гордієнком самостійницької політики гетьмана Івана Мазепи.

## Розташування і зовнішній вигляд

Реконструкція Чортомлицької січі В. Ленченка.

Чортомлицька Січ знаходилася на острові Чортомлик або Базавлук при впадінні в Дніпро приток: Чортомлик, Підпільна і Скарбна (тепер біля села Капулівки Нікопольського району).
Згідно з археологічними дослідженнями, це був військовий городок на Чортомлицькому Розі, що мав близько 2 км в окружності і був оточений сімома річками — Чортомлик, Скарбна, Скажена, Корівка, Прогній, Павлюк і Підпільна. Сама Січ знаходилась на північній частині півострова, що не затоплювалась весняною повінню і займала 1050 квадратних сажнів, височіючи на поверхневими водами на 8,5 м, в той час як південна, значно більша, частина Чортомлицького Рогу була полога й підтоплена, і являла собою плавню з гіллястими деревами поміж велетенських кам'яних брил та болотяного різнотрав'я. Довкола Січі було викопано рів і насипано земляний вал в 13 метрів заввишки, де влаштовано бійниці, набито дерев'яні палі й встановлено плетені, наповнені землею коші. Для виходу по воду на Чортомлик та Скарбну в земляному валу зроблено було вісім пролазів, через які могла пройти одна людина; біля кожної з них стояла бойова вежа, а всередині Січі була зведена висока вежа для стрільби. Крім цього, навколо січового майдану, за козацьким звичаєм, стояло 38 куренів для запорожців — військових підрозділів, що мали окрему будівлю, де постійно перебувало 150—200 козаків зі своїм курінним отаманом. Загалом на Січі перебувало від шести до десяти тисяч козаків.
Крім того, акти 1659, 1664 й 1673 років свідчать, що на Чортомлицькій Січі існувала церква Покрови Богородиці: 1664 року кошовий отаман Іван Щербина писав гетьману Івану Брюховецькому, що церква ця раптово згоріла, так що духовенство навіть не встигло вихопити церковного начиння.
Причина перенесення Січі з Микитиного Рога в гирло Чортомлика, на думку Яворницького, криється у більшій зручності місцевості біля Чортомлика порівняно з Микитиним Рогом. Річ у тому, що місцевість Микитиного Рога, досить висока і з трьох боків зовсім відкрита, мала досить значні недоліки у стратегічному розумінні: татари, кочуючи по лівому березі Дніпра, просто навпроти Січі, могли стежити за діями запорізьких козаків і передбачати всі їхні плани й задуми. Ця незручність могла бути причиною залишення козаками Січі на Микитиному Розі й перенесення її нижче, на річку Чортомлик.
Чортомлицька Січ вважалася січчю, яка переважала над іншими, тому папери, що виходили з цієї Січі, рідко підписувалися з означенням її місця: «Дано в Січі при Чортомлику», «Дано в Чортомлицькій Січі», а переважно взагалі не мали вказівок на місце: «З Січі запорізької», «Дано на Коші Січі запорізької», «Писано на Коші запорізькому», «З Коша запорізького», причому під Січчю розумілася саме Чортомлицька.

## Історія

### Заснування Січі
Чортомлицька Січ була заснована запорозьким отаманом-гетьманом Федіром Лутаєм у 1652 році.

### Діяльність Січі
Всенародне визнання і гучна слава Чортомлицької Січі поширились в часи отаманства Івана Сірка (1659—1680), який з 1663 року проживав виключно на Чортомлицькій Січі і більше 15 разів обирався кошовим отаманом, здобувши всенародне визнання своїми військовими заслугами. Зокрема прославився розгромом 60-тисячного османсько-татарського війська, що несподівано напало на Січ в новорічну ніч 1675—1676 року; а також Кримським походом 1676 року, коли запорожці під проводом Сірка вперше форсували Сиваш і розгромили ханську столицю Бахчисарай.
З часів Гетьманщини, збройними силами якої виступало Військо Запорозьке, утверджується термін «Низове Військо Запорозьке», військово-політичним центром якого стала Чортомлицька Січ. Як опозиційна військова сила, вона перебувала у скрутному становищі з першого дня свого заснування в часи Гетьманщини. А так зване Андрусівське перемир'я 1667 року, укладене між Річчю Посполитою та Московією, значно погіршило становище Запорозької Січі, яка потрапила у подвійну немилість обох держав. Чортомлицька Січ стала першої Січчю, що мала трьох ворогів: Річ Посполиту, Московію та Кримське ханство в союзі з Османською імперією. Тому січовики виступали у ролі союзників своїх ворогів, щоби за допомогою одного ворога побити іншого. Це пояснює їх об'єднання з Мазепою. Хоча вони й ворогували з гетьманом, проте разом з ним виступили проти Петра І.

#### Доба Хмельниччини
За часів Хмельниччини Січ надійно охороняла тодішні південні кордони України. Запорожці брали участь у походах гетьмана, відзначившись у битвах під Жванцем (1653 р.), Городком (1655 р.), під час другої облоги Львова (1655 р.) та ін., були активною силою в переможних битвах у Білорусі (Гомель, Бихів, тощо), Литві (взяття Вільно), Латвії (спільна з царськими військами облога Риги), Речі Посполитої (взяття Любліна), здійснювали походи проти Османської імперії, Кримського ханства та ногайських орд.

#### Доба Руїни
Після смерті Б. Хмельницького політика Чортомлицької Січі йшла врозріз з політичними намірами володарів Гетьманщини. Так, запорожці не підтримали намагань гетьмана І. Виговського перетворити Україну на складову Речі Посполитої, згідно Гадяцького договору 1658 р. Тодішній кошовий отаман Я. Барабаш надав збройну допомогу М. Пушкарю, який прагнув стати гетьманом. Наслідком цього стало розгортання громадянської війни на території Гетьманщини 1657—1658 рр., в якій Чортомлицька Січ намагалася позбавити І. Виговського гетьманської булави. Після зречення І. Виговським гетьманства й обрання гетьманом Ю. Хмельницького, Чортомлицька Січ почала відігравати провідну роль не лише на теренах Нижнього Подніпров'я, а й на Лівобережній Україні. Так, відбувалися часті обміни посольствами та листування Коша з Московією, визнання московським царем кошового отамана І. Брюховецького одним з кандидатів на гетьманську булаву Лівобережної України. Кульмінацією впливу Чортомлицької Січі на політичні події Лівобережжя стали вибори гетьмана на Чорній Раді неподалік Ніжина у червні 1663 р. Саме 40-тисячне військо І. Брюховецького, більшість якого становили запорожці, стало головним аргументом перемоги останнього в боротьбі за гетьманську булаву.

З 1663 — к. 1660-х рр.. Чортомлицька Січ, що раніше виступала опозиційною силою Гетьманату, визначала зовнішню та внутрішню політику козацької держави. Новий гетьман І. Брюховецький почав призначати запорожців на полковницько-сотницькі уряди Гетьманшини, тим самим відсторонивши від цих посад вихідців із місцевої старшини. Так, у 1663 р. замість багатого й впливового В. Золотаренка, полковником було призначено  запорожця Матвія Гвинтівку, якого пізніше у 1667 р., змінив інший  січовик А. Мартинович. Водночас, Переяславським полковником було призначено запорожця Д. Єрмолаєнка.

##### Участь в українсько-московській війні 1667—1668рр.
Один із театрів війни розгорнувся на території Слобожанської України, де Іван Сірко, бувши харківським полковником, очолив побиття московських воєвод. Після поразки у війні, він повернувся на Січ. Відомо, що в ході військових дій на Лівобережжі, поряд з козаками гетьмана Івана Брюховецького, значних втрат московським військам було завдано запорозькими загонами. Так, у лютому 1668 р. кошовий отаман Олександр Урбанович на чолі запорозького полку звільнив Новгород-Сіверський, який обороняв московський воєвода Квашнін.Втім опісля зорганізованої Дорошенком страти Брюховецького, як запорожці так і Сірко полишили гетьмана.

#### Будівництво фортець поблизу Січі
Московське царство, прагнучи більше контролювати дії запорозьких козаків та напрямки політики спорудило в 1688 р. на річці Самарі фортецю, названу пізніше Новобогородицькою, причому сам гетьман І. Мазепа з 20 000 гетьманських козаків та 10 000 московських стрільців, заступав нову будову від запорожців, щоб вони її не пошкодили. Підготовчі роботи й зведення фортеці здійснювалося з лютого по серпень, на будівництві було задіяно до 6 тис. осіб. Фортеця була земляним укріпленням у чотири версти навколо. У ній залишався московсько-український гарнізон з 1000 чоловік, через кілька місяців доповнений загоном із 700 донських козаків.
Під час Другого Кримського походу було обрано місце для побудови Новосергіївської фортеці — ще однієї фортифікаційної споруди на р. Самарі, будівництво якої велося у період з 20 червня по 18 липня 1689 р.
Протягом 1701—1703 рр. було збудовано ще одну фортецю на лівому березі Дніпра в урочищі Кам'яний Затон, поблизу річки Білозірки, навпроти Микитиного Рогу.

#### Участь уПівнічній війні
У 1701 р. запорожців вперше було залучено до бойових дій проти шведів. Так, 2 тис. січовиків, разом із козаками гадяцького полковника Бороховича, прийшли до Пскова.
Наприкінці 1701 р., бувши відпущеними додому, запорожці, вочевидь, не діставши належної їм платні, проходячи теренами Великого князівства Литовського, пристали на службу до литовського гетьмана Сапєги, союзника Карла ХІІ.

12 березня 1709 р. на Січі відбулась козацька рада, на якій запорожці вирішили приєднатись до гетьмана І. Мазепи та Карла ХІІ у боротьбі проти Московії.

### Зруйнування Січі
Дізнавшись про допомогу запорожців Мазепі, царський уряд направив на Січ каральну експедицію під проводом полковника Яковлєва. Прямуючи на Січ, війська нищили козацькі містечка й села. Було спустошено й містечко Переволочне, де Ворскла зливається з Дніпром. Козацьку залогу, що стояла там, було вирізано, а флотилію козацьких човнів спалили. Проте захопити і зруйнувати Січ із першої спроби не вдалося, до того ж війська зазнали чималих втрат. На допомогу Яковлєву прийшов загін компанійського полковника Гната Галагана, так як він добре знав Січ та її околиці, і облудно пообіцяв січовикам недоторканність. Оборону Січі очолив наказний отаман Яким Богуш, який наказав козакам відкопатися від берега, після чого в прокопаний рів потрапили води Чортомлика, а сама Січ опинилася на острові.
14 травня 1709 року Карл ХІІ відновив воєнні дії; того ж дня три полки московської армії обступили Чортомлик. Кількасот запорожців, що перебували в той час на Січі, оборонялись, застосовуючи січову артилерію; близько 350 нападників загинуло, понад 150 було поранено. Але запорожцям не вдалося утримати оборону і, сівши на човни, вони подалися вниз по Дніпру. Московські війська увірвалися в Січ, захопили 36 гармат та іншу зброю, в тому числі й козацькі човни. Виконуючи наказ, московський полковник стратив усіх полонених, а потім зруйнував січову фортецю, спалив курені й військові будівлі, після чого спустилися по Дніпру і почали хапати й страчувати навіть тих козаків, які перебували на промислах і не брали участі у військових подіях.
26 червня 1709 року московський цар Петро видав грамоту-звернення до українського народу, де було сказано: «Віддавна відомо про постійні свавілля й непослух мінливих і непокірних запорожців. Як бунтівники й непослушники, вони підлягають знищенню і заслужили страти».

### Відновлення Січі
Після 1709 року запорожці намагалися відновити Січ на річці Кам'янці, але при ворожому наставленні Петра І відступили на територію Кримського ханства і 1711 року заснували Олешківську Січ.